# Santo Ildefonso
Santo Ildefonso é uma antiga freguesia portuguesa do concelho do Porto que, pela Lei n.º 11-A/2013 de 28 de janeiro, foi integrada na União das Freguesias de Cedofeita, Santo Ildefonso, Sé, Miragaia, São Nicolau e Vitória.
Situada bem no centro do Porto, existiu aqui uma capela antiquíssima, derrubada após a implantação da República: a Capela dos Reis Magos, ou dos Gaiteiros (junto ao actual Teatro Nacional de São João). Nela se fazia uma grande festa de gaitas de foles, onde acorriam milhares de gaiteiros, ainda no princípio do século XX.

## População
| População da freguesia de Santo Ildefonso | População da freguesia de Santo Ildefonso | População da freguesia de Santo Ildefonso | População da freguesia de Santo Ildefonso | População da freguesia de Santo Ildefonso | População da freguesia de Santo Ildefonso | População da freguesia de Santo Ildefonso | População da freguesia de Santo Ildefonso | População da freguesia de Santo Ildefonso | População da freguesia de Santo Ildefonso | População da freguesia de Santo Ildefonso | População da freguesia de Santo Ildefonso | População da freguesia de Santo Ildefonso | População da freguesia de Santo Ildefonso | População da freguesia de Santo Ildefonso |
| ----------------------------------------- | ----------------------------------------- | ----------------------------------------- | ----------------------------------------- | ----------------------------------------- | ----------------------------------------- | ----------------------------------------- | ----------------------------------------- | ----------------------------------------- | ----------------------------------------- | ----------------------------------------- | ----------------------------------------- | ----------------------------------------- | ----------------------------------------- | ----------------------------------------- |
| 1864                                      | 1878                                      | 1890                                      | 1900                                      | 1911                                      | 1920                                      | 1930                                      | 1940                                      | 1950                                      | 1960                                      | 1970                                      | 1981                                      | 1991                                      | 2001                                      | 2011                                      |
| 14 308                                    | 16 370                                    | 19 948                                    | 21 827                                    | 23 786                                    | 22 718                                    | 24 483                                    | 25 581                                    | 25 426                                    | 26 219                                    | 20 910                                    | 20 145                                    | 14 431                                    | 10 044                                    | 9 029                                     |

Pelo decreto nº 40.526, de 08/02/1956, foram-lhe fixados os actuais limites.
| Distribuição da População por Grupos Etários | Distribuição da População por Grupos Etários | Distribuição da População por Grupos Etários | Distribuição da População por Grupos Etários | Distribuição da População por Grupos Etários | Distribuição da População por Grupos Etários | Distribuição da População por Grupos Etários | Distribuição da População por Grupos Etários | Distribuição da População por Grupos Etários | Distribuição da População por Grupos Etários |
| -------------------------------------------- | -------------------------------------------- | -------------------------------------------- | -------------------------------------------- | -------------------------------------------- | -------------------------------------------- | -------------------------------------------- | -------------------------------------------- | -------------------------------------------- | -------------------------------------------- |
| Ano                                          | 0-14 Anos                                    | 15-24 Anos                                   | 25-64 Anos                                   | > 65 Anos                                    |                                              | 0-14 Anos                                    | 15-24 Anos                                   | 25-64 Anos                                   | > 65 Anos                                    |
| 2001                                         | 918                                          | 1 302                                        | 5 065                                        | 2 759                                        |                                              | 9,1%                                         | 13,0%                                        | 50,4%                                        | 27,5%                                        |
| 2011                                         | 796                                          | 867                                          | 4 928                                        | 2 438                                        |                                              | 8,8%                                         | 9,6%                                         | 54,6%                                        | 27,0%                                        |

Média do País no censo de 2001:  0/14 Anos-16,0%; 15/24 Anos-14,3%; 25/64 Anos-53,4%; 65 e mais Anos-16,4%
Média do País no censo de 2011:   0/14 Anos-14,9%; 15/24 Anos-10,9%; 25/64 Anos-55,2%; 65 e mais Anos-19,0%

## Arruamentos
A antiga freguesia de Santo Ildefonso contém 104 arruamentos. São eles:
| - Avenida de Rodrigues de Freitas - Avenida dos Aliados - Bairro do Leal - Beco de Passos Manuel - Beco de S. Marçal - Beco do Pedregulho - Calçada do Leal - Jardim de Marques de Oliveira - Largo da Fontinha - Largo da Ramadinha - Largo do Dr. Tito Fontes - Largo do Leal - Largo do Padrão - Mercado do Bolhão - Passeio de S. Lázaro - Pátio do Bolhão - Pátio do Bonjardim - Praça da Batalha - Praça da Liberdade - Praça da República - Praça da Trindade - Praça de D. João I - Praça do General Humberto Delgado - Praça do Marquês de Pombal - Praça dos Poveiros - Rua Bela da Fontinha | - Rua Cooperativa do Povo Portuense - Rua da Alegria - Rua da Constituição - Rua da Escola Normal - Rua da Fábrica Social - Rua da Firmeza - Rua da Fontinha - Rua da Madeira - Rua da Regeneração - Rua da Trindade - Rua das Carvalheiras - Rua das Doze Casas - Rua das Musas - Rua de 31 de Janeiro - Rua de Alexandre Braga - Rua de António Pedro - Rua de Camões - Rua de D. João IV - Rua de Elísio de Melo - Rua de Entreparedes - Rua de Faria Guimarães - Rua de Fernandes Tomás - Rua de Fonseca Cardoso - Rua de Gonçalo Cristóvão - Rua de Guedes de Azevedo - Rua de Guilherme da Costa Carvalho | - Rua de João das Regras - Rua de João de Oliveira Ramos - Rua de João Pedro Ribeiro - Rua de Moreira da Assunção - Rua de Olivença - Rua de Passos Manuel - Rua de Ramalho Ortigão - Rua de Raúl Dória - Rua de Rodrigues Sampaio - Rua de S. Brás - Rua de Sá da Bandeira - Rua de Sampaio Bruno - Rua de Santa Catarina - Rua de Santa Helena - Rua de Santo André - Rua de Santo Ildefonso - Rua do Alferes Malheiro - Rua do Almada - Rua do Alto da Fontinha - Rua do Ateneu Comercial do Porto - Rua do Bolhão - Rua do Bonjardim - Rua do Campinho - Rua do Clube dos Fenianos - Rua do Dr. Alfredo Magalhães - Rua do Dr. Alves da Veiga | - Rua do Dr. António Emílio de Magalhães - Rua do Dr. António Luís Gomes - Rua do Dr. Artur Magalhães Basto - Rua do Dr. Magalhães Lemos - Rua do Dr. Ricardo Jorge - Rua do Estêvão - Rua do Paraíso - Rua do Régulo Megauanha - Rua dos Heróis e dos Mártires de Angola - Rua Formosa - Travessa da Fontinha - Travessa da Regeneração - Travessa da Rua Formosa - Travessa da Senhora da Conceição - Travessa das Almas - Travessa de Antero de Quental - Travessa de Liceiras - Travessa de S. Brás - Travessa de S. Marcos - Travessa do Alferes Malheiro - Travessa do Bonjardim - Travessa do Leal - Travessa dos Campos - Travessa dos Congregados - Viaduto de Gonçalo Cristóvão - Viela do Anjo da Guarda |

### Legenda
1. 1 2 3 4 5 6 7 8 9 10 11 12  Partilhada com a freguesia do Bonfim.
2. 1 2 3 4 5  Partilhada com a freguesia da Sé.
3. 1 2 3  Partilhada com a freguesia da Paranhos.
4. 1 2 3 4 5 6 7 8  Partilhada com a freguesia da Cedofeita.
5. 1 2  Partilhada com a freguesia da Vitória.